# 思考は現実化する
『思考は現実化する』（しこうはげんじつかする、英語原題 Think and Grow Rich）は、ナポレオン・ヒルによって著され1937年に刊行された自己啓発本である。

## 概要
ナポレオン・ヒルは、雑誌の記事にするためにアンドリュー・カーネギーにインタビューをしたところ、富を築く哲学をプログラムにするという依頼を受け、それから紹介された大勢の成功者の話を聞いて独自の成功哲学をまとめたと主張している。アンドリュー・カーネギーが巨額の富を築いた法則性を探り体系したものとされるが、その内容は「強固な信念があり、願望は実現すると心から信じれば、あなたはどんな人間にもなれる」という精神論である。
日本語訳は1989年に刊行。